# Присојни Орах
Присојни Орах је насеље у општини Плужине у Црној Гори. Према попису из 2003. било је 81 становника (према попису из 1991. било је 104 становника).

## Демографија
У насељу Присојни Орах живи 74 пунолетна становника, а просечна старост становништва износи 54,0 година (49,2 код мушкараца и 59,1 код жена). У насељу има 29 домаћинстава, а просечан број чланова по домаћинству је 2,79.
Ово насеље је углавном насељено Србима (према попису из 2003. године), а у последња три пописа, примећен је пад у броју становника.
|  |

| Демографија | Демографија | Демографија |
| Година      | Становника  | Становника  |
| ----------- | ----------- | ----------- |
|             |             |             |
|             |             |             |
|             |             |             |
|             |             |             |
| 1948.       | 202         |             |
| 1953.       | 228         |             |
| 1961.       | 231         |             |
| 1971.       | 205         |             |
| 1981.       | 169         |             |
| 1991.       | 104         | 104         |
| 2003.       | 81          | 81          |
|             |             |             |

| Етнички састав према попису из 2003.‍ | Етнички састав према попису из 2003.‍ | Етнички састав према попису из 2003.‍ | Етнички састав према попису из 2003.‍ | Етнички састав према попису из 2003.‍ |
| ------------------------------------ | ------------------------------------ | ------------------------------------ | ------------------------------------ | ------------------------------------ |
|                                      |                                      |                                      |                                      |                                      |
| Срби                                 | Срби                                 |                                      | 64                                   | 79,01%                               |
| Црногорци                            | Црногорци                            |                                      | 16                                   | 19,75%                               |
| непознато                            | непознато                            |                                      | 0                                    | 0,0%                                 |

| Година пописа     | 1948. | 1953. | 1961. | 1971. | 1981. | 1991. | 2003. |
| ----------------- | ----- | ----- | ----- | ----- | ----- | ----- | ----- |
| Број домаћинстава | 40    | 44    | 41    | 35    | 32    | 28    | 29    |

| Број чланова      | 1  | 2 | 3  | 4 | 5 | 6 | 7 | 8 | 9 | 10 и више | Просек |
| ----------------- | -- | - | -- | - | - | - | - | - | - | --------- | ------ |
| Број домаћинстава | 29 | 5 | 12 | 4 | 4 | 2 | 1 | 0 | 1 | 0         | 0      |

| Пол    | Укупно | Неожењен/Неудата | Ожењен/Удата | Удовац/Удовица | Разведен/Разведена | Непознато |
| ------ | ------ | ---------------- | ------------ | -------------- | ------------------ | --------- |
| Мушки  | 39     | 18               | 19           | 2              | 0                  | 0         |
| Женски | 38     | 8                | 23           | 7              | 0                  | 0         |
| УКУПНО | 77     | 26               | 42           | 9              | 0                  | 0         |

| Пол    | Укупно                    | Пољопривреда, лов и шумарство | Рибарство                            | Вађење руде и камена | Прерађивачка индустрија       |
| ------ | ------------------------- | ----------------------------- | ------------------------------------ | -------------------- | ----------------------------- |
| Мушки  | 21                        | 12                            | 0                                    | 0                    | 2                             |
| Женски | 10                        | 8                             | 0                                    | 0                    | 0                             |
| УКУПНО | 31                        | 20                            | 0                                    | 0                    | 2                             |
| Пол    | Производња и снабдевање   | Грађевинарство                | Трговина                             | Хотели и ресторани   | Саобраћај, складиштење и везе |
| Мушки  | 4                         | 0                             | 0                                    | 0                    | 0                             |
| Женски | 0                         | 0                             | 0                                    | 0                    | 0                             |
| УКУПНО | 4                         | 0                             | 0                                    | 0                    | 0                             |
| Пол    | Финансијско посредовање   | Некретнине                    | Државна управа и одбрана             | Образовање           | Здравствени и социјални рад   |
| Мушки  | 0                         | 0                             | 2                                    | 1                    | 0                             |
| Женски | 0                         | 0                             | 0                                    | 1                    | 0                             |
| УКУПНО | 0                         | 0                             | 2                                    | 2                    | 0                             |
| Пол    | Остале услужне активности | Приватна домаћинства          | Екстериторијалне организације и тела | Непознато            | Непознато                     |
| Мушки  | 0                         | 0                             | 0                                    | 0                    | 0                             |
| Женски | 0                         | 0                             | 0                                    | 1                    | 1                             |
| УКУПНО | 0                         | 0                             | 0                                    | 1                    | 1                             |